# هورباخ (باد کرویتسناخ)
هورباخ (به آلمانی: Horbach) یک شهر در آلمان است که در باد کرویتسناخ واقع شده‌است.